# Macrotus
Macrotus är ett släkte av fladdermöss som ingår i familjen bladnäsor. Släktets två arter listas av IUCN som livskraftiga (LC).

## Utseende
Arterna når en kroppslängd (huvud och bål) av 50 till 69 mm, en svanslängd av 35 till 41 mm och en underarmlängd av 45 till 58 mm. De väger oftast 12 till 20 g. Pälsen har på ryggen en brun eller grå färg och buken är ljusare brun med silvergrå skugga. Hudfliken (bladet) på näsan liknar en pilspets i utseende. Öronen är större än hos närbesläktade bladnäsor.

## Utbredning och ekologi
Dessa fladdermöss förekommer i sydvästra USA och i Centralamerika fram till Guatemala. De hittas även på västindiska öar som Kuba, Hispaniola och Jamaica. Habitatet varierar mellan arterna. Macrotus californicus föredrar torra landskap och Macrotus waterhousii finns även i fuktiga regioner.
Individerna vilar i grottor, i tunnlar och i byggnader. De börjar leta efter föda senare på kvällen. Vissa populationer uppsöker varma regioner under vintern. Andra blir slö men de håller ingen riktig vinterdvala. Macrotus jagar flygande insekter som kompletteras med några frukter. Vid viloplatsen bildas kolonier med upp till flera hundra medlemmar. Hos Macrotus californicus förekommer under sommaren skilda kolonier för hannar och honor. Parningen sker under hösten och sedan följer en fördröjd embryoutveckling. Mellan maj och juli föder honan en eller sällan två ungar. Ungen diar sin mor cirka en månad. Troligen är fortplantningen inte lika stark kopplad till årstiderna för Macrotus waterhousii. Livslängden uppskattas med lite över tio år.

## Taxonomi
Arter enligt Catalogue of Life och Wilson & Reeder (2005):
- Macrotus californicus
- Macrotus waterhousii